# Новости ТВС (телепрограмма)
«Новости ТВС» (ранние названия «Сегодня на ТНТ/ТВ-6» и «Сейчас») — информационная телепрограмма ТНТ, ТВ-6 и ТВС, выходившая с 14 апреля 2001 по 21 июня 2003 года. Основной костяк работавшего над программой коллектива составляли выходцы со «старого» НТВ.
С 14 апреля по 2 сентября 2001 года называлась «Сегодня на ТНТ/ТВ-6». С 3 сентября 2001 по 21 января 2002 года программа носила название «Сейчас». С понедельника по пятницу (с июня 2002 года — с понедельника по четверг) в 23:00 выходила аналитическая программа «Грани» с Владимиром Кара-Мурзой. Функции итоговой программы выполняла передача Евгения Киселёва «Итоги».
До апреля 2001 года информационными программами шестой кнопки служили передачи «Шесть новостей», «ТСН-6» и «Новости» (поочерёдно), а итоговой аналитической программой до декабря 1999 года являлся «Обозреватель» Станислава Кучера. С 1999 по 31 августа 2001 года также существовала информационная программа «День за днём. Шкала новостей», которая выходила в рамках информационно-развлекательного канала «День за днём».

## История

### Апрель—август 2001. Сотрудничество с ТНТ и переход на ТВ-6
После смены собственника у телекомпании НТВ в её коллективе случился раскол. Если часть журналистов решила остаться на канале, то многие ведущие журналисты, протестовавшие против смены руководства, покинули компанию вместе с бывшим генеральным директором и главным редактором НТВ Евгением Киселёвым.
Изначально информационные выпуски журналистов «старого» НТВ выходили на канале ТНТ. Первый выпуск под названием «Сегодня на ТНТ» вышел в эфир 14 апреля 2001 года в 7:58 по московскому времени. Его провели Андрей Норкин и Виталий Бузуев. C 8:04 до 8:10 мск данный выпуск посредством перекоммутации сигнала также транслировался в прямом эфире телеканала НТВ с параллельным логотипом ТНТ, в левом нижнем углу отображался логотип «Защитим НТВ сегодня!». С 8:10 в эфире появилась настроечная таблица, которая, в свою очередь, сменилась на стоявший по программе сериал «Закон джунглей», уже с обычным логотипом НТВ.
Все следующие выпуски, вышедшие в эфир ТНТ 14 апреля 2001 года, практически полностью состояли из репортажей журналистов, мнений политиков и экспертов на произошедшие в течение последних недель в целом и прошлой ночью в частности события. В первые дни после захвата телекомпании НТВ выпуски выходили каждые два-три часа. Позже был утверждён график, согласно которому выпуски в будние дни выходили в 13:30, 16:00, 19:00 и 22:00, а аналитическая программа с Владимиром Кара-Мурзой — в районе 1:00, чуть позже — в 16:00, 19:00 и в промежутке с 23:30 до 0:00 (кроме пятницы). В субботу программа выходила дважды (16:00 и 19:00), а в воскресенье — одним выпуском в 16:00.
Через несколько часов после ухода с НТВ Евгений Киселёв принял предложение владельца ТВ-6 Бориса Березовского занять пост исполняющего обязанности генерального директора, а коллектив «старого» НТВ — перейти к нему на работу. Решением ещё официально не являвшегося генеральным директором ТВ-6 Киселёва руководителем службы информационных программ ЗАО «МНВК» был назначен Григорий Кричевский, а ведущими вечерних выпусков новостей ТВ-6 — ушедшие со старого НТВ телеведущие, факт прихода которых вызвал нежелание работать с ними у сотрудников старой во главе с главным редактором Михаилом Пономарёвым. С 16 по 18 апреля 2001 года Пономарёв, а вслед за ним и 50 из 85 сотрудников новостного подразделения, среди которых были ведущие выпусков новостей Александр Сапожников и Анна Павлова, подали заявления об уходе с ТВ-6; телеканалы ОРТ, РТР и НТВ выразили готовность трудоустроить их. После массового ухода на канале осталось небольшое количество корреспондентов и технических сотрудников службы, согласившихся работать с новыми менеджерами.
Об изменении состава информационной редакции на ТВ-6 Киселёв впоследствии вспоминал:

Во-первых, там не было никакой команды, во-вторых, часть команды уже была с чемоданами на выходе, потому что известно было, что мой предшественник Александр Пономарёв вот-вот будет назначен руководителем канала «Культура» и соответственно, большая группа товарищей готовилась вслед за ним перейти на этот канал. А в-третьих, мы никого, что называется, не выгоняли. Это было базовое условие, все остаются работать. Мы вынуждены были даже в этой связи взять на работу, готовы были (это не произошло) взять, что называется, лишних людей, лишь бы никого не уволить. Те, кто ушёл — ушёл, потому что испугались конкуренции. <...> Многие журналисты, многие корреспонденты информационной службы только выиграли от того, что наша команда пришла на шестую кнопку.

Упоминалось и о том обстоятельстве, что до прихода журналистов с НТВ новости на ТВ-6 выходили с крайне низкими рейтинговыми показателями и почти нулевым зрительским интересом, и существовали до этого там они только для того, чтобы зритель, если хотел узнать о происходящем в стране и мире, мог не переключаться на другие каналы, а остаться на шестом.
Первый выпуск новостной программы «старого» НТВ на ТВ-6 вышел в эфир 17 апреля 2001 года в 21:35 из студии ТНТ. Его провёл Михаил Осокин. До 26 мая 2001 года выпуски журналистов «команды Киселёва» выходили параллельно как на ТВ-6, так и на ТНТ, потому что ушедшие с НТВ творческие и технические работники ещё не числились в штате Службы информации ЗАО «МНВК». Визуальным отличием таких информационных выпусков стали виртуальный фон позади ведущего и положение плашки опознания места (напротив логотипа телеканала: на ТНТ она стояла в левом верхнем углу, а на ТВ-6 — в правом верхнем углу). Репортажи корреспондентов из «старого» НТВ заканчивались словами «Программа „Сегодня“», а репортажи корреспондентов из «Новостей», которые остались на ТВ-6 после прихода Евгения Киселёва — «Служба информации ТВ-6», как и ранее. С середины июня 2001 года их концовки сменились на «ТВ-6» (иногда «Телекомпания ТВ-6», с июня 2002 — «Новости ТВС», «Телекомпания ТВС» или просто «ТВС»).
Первое время график времени выхода передачи в эфир на ТВ-6 практически ничем не отличался от предыдущей новостной программы телеканала «Новости»: по будням утренние и дневные выпуски выходили в эфир в 9:00 и 15:00, вечерние — в 20:00 и 23:00, в субботу и праздничные дни — в 13:00 и 20:00, реже только в 13:00. Одновременно с появлением на ТВ-6 программы «Итоги» добавился ещё один выпуск по воскресеньям в 13:00 (с момента закрытия «Обозревателя» в январе 2000 года до апреля 2001 года канал не имел ни новостного, ни аналитического вещания по воскресеньям). С 19 апреля по 25 мая 2001 года дневные выпуски «Новостей» в 15:00 готовили журналисты программы «День за днём. Шкала новостей», продолжившей выходить в эфир в рамках утренней программы «День за днём» до 31 августа 2001 года. С 28 мая 2001 года, при изменении вечерней сетки вещания на ТВ-6 и в связи с окончательным уходом бывшего коллектива НТВ с ТНТ в помещения МНВК, было увеличено количество вечерних выпусков: они стали выходить в 19:00, 21:00 и с финальным выпуском в 23:00 по будням. По субботам выходило в эфир 2 выпуска в 15:00 и 19:00, в воскресенье — обычно только в 15:00, на время отпуска программы Евгения Киселёва — ещё и в 19:00.
Первый состав ведущих включал в себя Андрея Негру, Владимир Якименко, Татьяну Лиманову, Андрея Белькевича, Алексея Воробьёва (вели выпуски программы «День за днём. Шкала новостей»), Вячеслава Крискевича, Елизавету Листову (дневные выпуски), Марианну Максимовскую, Андрея Норкина, Михаила Осокина, Светлану Сорокину (вечерние выпуски) и Владимира Кара-Мурзу (итоговый выпуск). Первые выпуски также вёл Виталий Бузуев, но в мае 2001 года перестал вести выпуски новостей и стал корреспондентом ТВ-6.

### 2001—2002. «Сейчас»
Осенью 2001 года название программы было сменено с «Сегодня на ТВ-6» на «Сейчас», а количество ежедневных выпусков программы было увеличено с первоначальных 4 до 11. Производство утренних выпусков новостей также полностью перешло к экс-журналистам с НТВ, их стали вести молодые журналисты Ксения Туркова и Алла Чернышёва на одной неделе, а на другой неделе их по-прежнему вели оставшиеся на ТВ-6 бывшие ведущие «Шкалы новостей» Андрей Белькевич и Алексей Воробьёв.
«Сейчас» — первая информационная программа на российском телевидении и на канале ТВ-6, выходившая с двухчасовым шагом (с 9:00 по 21:00 включительно по будням). Этим же каналом было впервые введено производство информационной программы по такому типу. В рабочие дни «Сейчас» выходила в эфир с 7:00 до 9:00 каждые полчаса в составе утреннего блока «День за днём», а с июня 2002 по июнь 2003 года в рабочие дни с 7:00 до 9:00 каждые 15 минут в утреннем эфире телеканала «ТВС». С 9:00 по 21:00 выпуски программы выходили раз в 2 часа — в 9:00, 11:00, 15:00, 17:00, 19:00 и 21:00. С 1 октября 2001 года добавился выпуск в 13:00. Хронометраж данных выпусков программы составлял от 25 до 35 минут. В выходные дни информационная программа на ТВ-6 и на ТВС выходила по иному графику: раз в 4 часа — в 11:00, 15:00 и 19:00 по субботам и в 11:00 и 15:00 по воскресеньям (в 19:00 шли «Итоги» с Евгением Киселёвым).
По построению выпусков программа и на ТВ-6, и на ТВС отступала от принятой на тогдашних государственных каналах схемы построения выпуска «президент — Госдума — Чечня — криминал — вести с полей», меняя местами материалы по темам в соответствии с их актуальностью по мнению ведущих или руководителей информационной службы. Выпуски с Михаилом Осокиным отличались от остальных тем, что иногда могли приобретать несерьёзный или иронический характер. Критики канала и программы отмечали, что информационные программы и журналисты ТВС неприкрыто поддерживали партию Анатолия Чубайса, Бориса Немцова и Ирины Хакамада «Союз правых сил». Также критиками национал-патриотических взглядов высказывались претензии к ярко выраженной прочеченской позиции канала, занятой при освещении российско-чеченской войны, других событий, происходящих на Кавказе, а также событий на Дубровке в октябре 2002 года.
С 7:00 до 9:00 программу вели Ксения Туркова и Алла Чернышёва одну неделю, и Алексей Воробьёв и Андрей Белькевич другую. В 11:00, 13:00, 15:00 и 17:00 программу вели Алексей Воробьёв одну неделю, и Елизавета Листова другую. В 19:00 и 21:00 программу вели Михаил Осокин одну неделю, и Марианна Максимовская другую. До 2002 года дневные выпуски новостей вёл также Вячеслав Крискевич, а выпуски в 19:00 и 21:00 вели также Андрей Норкин и Светлана Сорокина. В 23:00 выходила аналитическая программа «Грани» с Владимиром Кара-Мурзой. Она выходила в формате, в котором в 1990-е и 2000-е годы существовала программа канала НТВ «Сегодня в полночь», включала в себя обзор политических новостей в стране и мире за прошедшие сутки, рубрику «Тема дня», в которой одну главную новость комментировали эксперты (политики, политологи, учёные, публицисты), а также «Обзор прессы» (обозрение наиболее интересных публикаций в утренней российской и мировой периодике с синхронами журналистов и редакторов).
В США с 2001 по 2002 год вечерние выпуски программы ретранслировались на кабельном канале «C-SPAN» с одноголосым закадровым переводом на английский язык под заставкой «NTV: RUSSIAN INDEPENDENT NEWS». Также с апреля 2001 по январь 2002 года все выпуски этой передачи показывались в записи на международном телеканале NTVi — с параллельным логотипом ТНТ или ТВ-6 либо без него.

### 2002—2003. Новости телеканала ТВС
С лета 2002 года, после создания ТВС, название сменилось на «Новости» — по причине того, что название «Сейчас» было зарегистрировано на ЗАО «МНВК», на момент запуска ТВС являвшееся действующим юридическим лицом. График выхода программы в эфир тем временем претерпел изменения: выпуски программы стали выходить в 9:00, 11:00, 15:00, 17:00, 19:00 и 21:00 (исчез выпуск в 13:00, тем самым был возвращён график образца сентября 2001 года). Также, репортажи в выпусках в 19:00 и 21:00 стали открываться мини-заставкой с ироническим заголовком по теме (точно такое же нововведение было и в «Итогах»). На ТВС в составе ведущих произошли некоторые изменения — Норкин, Бузуев и Крискевич вместе с небольшим количеством сотрудников прежнего ТВ-6 за время отсутствия команды Киселёва в эфире покинули телеканал, а Светлана Сорокина перестала вести выпуски новостей, но продолжила работать в составе «команды Киселёва» (осенью 2002 года она работала в ток-шоу «Ничего личного», а в конце 2002 года также покинула ТВС). Программа «Грани» с Владимиром Кара-Мурзой с того же времени стала выходить только 4 раза в неделю вместо пяти (до 18 января 2002 года в сетке вещания также присутствовал выпуск по пятницам в плавающем графике 23:00—23:30). В утреннем блоке стали выходить короткие выпуски новостей в 7:15 и 7:45, а также в 8:15 и 8:45. Они выходили в схожем формате, как на НТВ до захвата канала в апреле 2001 года в те же таймслоты — без ведущих, закадровый голос, принадлежавший кому-то из редакторов Службы информации, читал текст новостей под видеокартинки, полученные по каналам информагентств, а в конце рассказывал о курсе валют. На заднем плане играл новостной шпигель, который в больших выпусках звучал при представлении заголовков тем эфира.
31 марта 2003 года из сетки вещания канала были убраны выпуски новостей в 7:15 и в 7:45, освободившиеся места заняли мультсериал «Гарфилд и его друзья» и сатирическая передача «Тушите свет» соответственно. С 14 по 30 апреля 2003 года вечерние выпуски на ТВС по будням в 19:00 выходили в урезанном виде (10 вместо 30 минут), освободившиеся 20 минут занял обзор происшествий «Состав преступлений», ранее предварявший передачу. С 5 мая 2003 года новости в 19:00 в рабочие дни снова стали выходить с продолжительностью 30 минут.
Последний выпуск программы прошёл 21 июня 2003 года в 19:00. Его провела Марианна Максимовская. В конце передачи она попрощалась со зрителями, сказав: «Время, отведённое нашему выпуску, завершено. Вы смотрели телеканал ТВС. Удачи вам».

## Рубрики

### Новости спорта
- Новости спорта производились усилиями спортивной редакции телекомпании «НТВ-Плюс»[83][84] (у ТВ-6 на тот момент не было своей спортивной редакции), ведущими были многие ведущие программы НТВ-Плюс Спорт «Пресс-центр» — Михаил Решетов, Кирилл Кикнадзе (оба были только на ТВ-6)[85], Юлия Бордовских (только на ТВ-6)[86], Денис Панкратов (только на ТВС)[87], Василий Уткин (только на ТВС)[88], Сергей Наумов[89], Василий Соловьёв (только на ТВ-6)[90], Иоланда Чен[91][92][93], Александр Кузмак (только на ТВС)[94], Наталья Пакуева[95], Юрий Розанов (только на ТВС), Георгий Черданцев (только на ТВС)[96][97]. Несмотря на это, программа выходила из студии, где и обычные новости. Рубрика представляла собой обзор спортивных новостей в России и мире за день[98]. Изначально выходили преимущественно после выпусков в 21:00 и 23:00 по будням и после выпуска в 19:00 по выходным, затем добавились блоки в 19:35 после выпуска в 19:00 и в остальных выпусках.

### Прогноз погоды
- С 17 апреля 2001 по 21 января 2002 года прогноз погоды остался тем же, что и в предыдущей программе шестой кнопки — «Новости», демонстрировались всё та же виртуальная студия и ведущая, рассказывающая о погоде[99][100]. Изменена только открывающая «шапка». В этот период информация о погоде на ТВ-6 показывалась так же, как и до 2001 года: после каждого блока новостей, а также рано утром и поздно вечером по выходным, отдельно от новостных программ. Ведущими прогноза погоды были Анна Собко, Евгений Гинзубрг, Ирина Полякова и Наталья Чернявская.
- С 1 июня 2002 по 21 июня 2003 года использовался анимационный прогноз погоды «Предсказание погоды» с профессорами Фаренгейтом и Цельсием, вариациями Хрюна и Степана из передачи «Тушите свет» от студии «Пилот ТВ». За Фаренгейта говорил Константин Карасик, а за Цельсия — Андрей Невраев, иногда Марк Гейхман[101]. Автор идеи — Александр Левин[102]. Данный прогноз погоды показывался после каждого выпуска новостей и отдельно в выходные дни в районе 23:45, в том числе и в сокращённом варианте (кто-либо из героев перемещался вдоль карты погоды, как на ковре-самолёте, и рассказывал, где и какая будет погода сегодня/завтра).

## Экстренное вещание
В случае крупномасштабных чрезвычайных происшествий выходили экстренные выпуски программы без фиксированного времени выхода в эфир и длившиеся от нескольких минут до нескольких часов.
- Во время террористического акта в США 11 сентября 2001 года программа выходила на ТВ-6 в режиме нон-стоп, периодически прерываясь на передачи другого содержания[104]. Первая информация о теракте прозвучала в плановом выпуске от 17:00, примерно через полчаса после окончания эфира выпуск был возобновлён и шёл до 23:40 мск[105]. Оставшееся до официально объявленного конца эфира эфирное время канала заняли вылетевшая из вечернего эфира из-за терактов серия телесериала «Улицы разбитых фонарей»[104] и программа «Дорожный патруль»[106]. Выпуски проводили Марианна Максимовская, Владимир Кара-Мурза, Евгений Киселёв, Михаил Осокин, Светлана Сорокина, Алексей Воробьёв[107] и Андрей Норкин. Последний на протяжении пяти часов комментировал происходящее на экране из студии[108]. Использовалась картинка прямого эфира телеканала CNN[109]. На следующее утро экстренное вещание программы продолжилось в 7:00 вместо объявленного по программе утреннего канала «День за днём». Теракту также были полностью посвящены программы «Итоги» и «Катастрофы недели».
- 13 сентября 2001 года в 11.55 показывался экстренный выпуск новостей в связи с тем что в 12 часов (по московскому времени) в России в знак солидарности была объявлена минута молчания в память о погибших в результате террористической акции, произошедшей в Нью-Йорке (США).
- 7 октября 2001 года, во время начала войны в Афганистане, шла программа Евгения Киселёва «Итоги»[110][111]. Затем в эфир выходили специальные выпуски программы «Сейчас», которые вёл Андрей Норкин[112].
- 12 ноября 2001 года показывался экстренный выпуск новостей, посвящённый падению лайнера в Нью-Йорке[113].
- Во время теракта на Дубровке программа вещала в режиме нон-стоп, очень редко прерываясь на передачи другого содержания[114][115][116]. Выпуски проводили Марианна Максимовская, Владимир Кара-Мурза[117], Владимир Соловьёв, Алексей Воробьёв и Елизавета Листова. Самый первый экстренный выпуск по теме вышел в эфир 23 октября 2002 года в 22:30, оборвав показ шедшего в это время по ТВС фильма «Хозяин империи»[118][119][120]. При этом картинка, схожая с той, что была одновременно в виде записи[121] и прямых включений от корреспондентов с места на канале НТВ, на ТВС не показывалась по инициативе Григория Кричевского, руководителя службы информации канала[122][123]; картинка с собственных камер появилась в эфире несколько позже, когда вещание ТВС возобновилось с утра после ночной паузы[124].
- Во время крушения американского шаттла «Колумбия» 1 февраля 2003 года программа выходила каждый час. Ведущими были Алексей Воробьёв и Марианна Максимовская.
- В первые дни войны в Ираке в марте 2003 года выходили специальные выпуски новостей в режиме нон-стоп[125], изредка прерываясь на передачи другого содержания[126], или же в обычном режиме[127]. Выпуски вели Марианна Максимовская[128], Михаил Осокин, Андрей Белькевич, Елизавета Листова, Владимир Кара-Мурза. Выпуски содержали репортажи корреспондентов, оперативную информацию, а также беседы с корреспондентами и политическими деятелями в режиме прямой связи или же в студии программы. Первый выпуск по теме вышел в эфир в 5:35 МСК 20 марта 2003 года, за час до официального начала вещания канала по программе[128]. В отдельные дни (в частности, в выходные) в сетке вещания телеканала также присутствовали выпуски новостей сверх графика в 7:35 и 23:30[129].
- 17 апреля 2003 года, в день убийства депутата Государственной думы Российской Федерации Сергея Юшенкова, вышел в эфир тематический специальный эфир программы Владимира Соловьёва «Поединок»[130][131], оборвавший показ фильма Евгения Матонина «Время Луны»[132]. Информация об убийстве также проходила в программах «Состав преступлений» и «Итоги»[133].